# Артур Вірендель
Артур Вірендель (нід. Arthur Vierendeel; 10 квітня 1852, Левен — 8 листопада 1940, Уккел) — бельгійський інженер. Вірендель відомий своїми проєктами мостів та названою на його честь мостовою конструкцією «балка (ферма) Віренделя».

## Життєпис
Артур Вірендель, уроджений як Жуль Артур Меньє, після другого шлюбу його матері у віці п'яти років отримав прізвище Вірендель. У 1874 році закінчив Спеціальну школу цивільного будівництва, мистецтва і виробництва та гірничої промисловості (фр. Ecoles Spéciales de Génie Civil, des Arts et Manufactures et des Mines Католицького університету в Левені. З 1876 по 1885 рік працював на сталеливарному заводі «Ateliers Nicaise et Delcuve» в місті Ла-Лув'єр.
У 1877 році за його проєктом споруджено сталеву конструкцію Королівського цирку в Брюсселі. Це була настільки легка, тонка та смілива сталева каркасна конструкція, що спочатку виникала підозра щодо її стійкості. Тому цілий полк солдатів мав перевірити тримкість конструкції до затвердження проєкту. У 1885 році він став головним інженером і технічним директором провінції Західна Фландрія. Серед іншого він був відповідальний в адміністрації за розбудову мережі доріг.
З 1889 по 1935 рік Вірендель обіймав посаду професора та лектора в Спеціальній школі Левенського католицького університету з дисциплін опір матеріалів, проєктування конструкцій та історія архітектури. У 1889 році він опублікував роботу з інженерії конструкцій, а в 1896 році отримав Королівську премію (Prix du Roi) за свої сталеві конструкції та роботу «La construction architecturale en fonte en fer et en acier» (Архітектурне будівництво з чавуну та сталі).

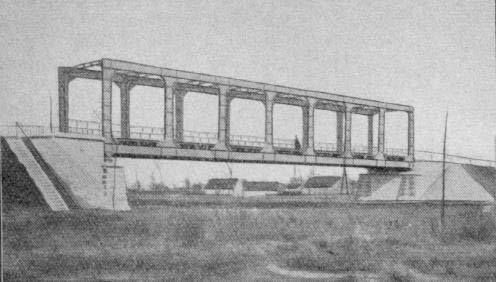
Один з перших мостів Віренделя в Авельгемі

У 1896 році Вірендель розробив мостову конструкцію, відому як «ферма Віренделя», і отримав на неї патент. Він побудував перший міст такої конструкції в 1896/1897 для Брюссельської Всесвітньої виставки (з прогоном у 31,5 м) у Тервюрені власним коштом і навантажив його до руйнування, щоб перевірити відповідність між теорією і практикою. У підсумку з цією балкою було побудовано безліч мостів, особливо для бельгійських державних залізниць, а також у всьому світі (перший міст у США з цією системою в 1900 році). Раннім мостом 1902 року був міст через річку Шельда в Авельгемі.
Однак Віренделю довелось боротися за свої інновації; професійний світ (включаючи Отто Мора і Франца Чеха) спочатку відреагував суперечливо. Наприклад, у 1912 році в журналі «Der Eisenbau» точилися жваві дебати. Численні його статті з аналізу статики конструкцій на початку 20 століття також сприяли розвитку метод можливих переміщень як одного з варіаційних принципів теоретичної механіки.
Вірендель також зробив значний внесок у дослідження стійкості стиснутих стрижнів, вантажопідйомності сталевих елементів при розтягувальному навантаженні та розрахунок фундаментів. Він закінчив свою активну діяльність технічним директором провінції Західна Фландрія у 1927 році. Його остання публікація, останнє видання його праці з будівельної інженерії, побачило світ 1935 році.
Артур Вірендель помер у 1940 році в місті Уккел.

## Проєкти споруд
- Будівля Королівського цирку у Брюсселі (1877; знесено бл. 1947);
- Сталева башня церкви Дадізееле (1890);
- Випробувальний міст з прогоном 31,5 м у Тервюрені (1898 р.) для міжнародної виставки в Брюсселі;
- Читальна зала Національної бібліотеки у Парижі.

## Основні праці
- L'architecture métallique au XIXe siècle et l'exposition de 1889 à Paris. Ramlot, Brüssel 1890.
- Stabilité des Constructions (8 Bände). Hrsg. von A. Uystpruyst. Louvain / Paris 1901—1920.
- La construction architecturale en fonte, fer et acier par Arthur Vierendeel (Text- und Tafelband). Louvain und Paris 1902 (Digitalisat, Biblioteca Digital Hispánica)
- Esquisse d'une histoire de la technique (2 Bände). 1921.